# Gilport Lions FC
El Gilport Lions Football Club és un club botswanès de futbol de la ciutat de Lobatse. Antigament fou conegut com a Botswana Meat Commission FC.

## Palmarès
- Copa botswanesa de futbol: [1]
  - 2007